# Parepare
Parepare, ou Pare-Pare, é uma cidade (kota) de Celebes Meridional, Indonésia, localizada na costa sudoeste de Celebes, a cerca de 155 km ao norte da capital da província de Macáçar. É uma cidade portuária, e um dos principais centros populacionais do povo buginês. A cidade possui uma população de 129.542 habitantes, de acordo com o censo de 2010.
Jusuf Habibie, o terceiro presidente da Indonésia, nasceu em Parepare.

## História
No início do desenvolvimento desse planalto, a cidade era apenas um bosque de arbustos com muitos buracos em terrenos levemente inclinados, que cresceram de maneira irregular, variando do norte (Cappa Edge) até a rota sul da cidade. À medida que o tempo passou, esses arbustos tornaram-se a cidade de Parepare. No início, havia reinos sobre Parepare, o reino de Suppa no século XIV e o reino de Bacukiki no século XV. As palavras Parepare vinham da frase do rei de Gowa, “Bajiki Ni Pare”, que significa “(Portas nesta região) é boa”. Desde então, o nome “Parepare” se refere à cidade portuária. Parepare finalmente foi visitada pelos malaios que vieram para o comércio na região de Suppa. Vendo a posição estratégica como um porto protegido por um promontório na parte da frente e visitado pelo povo, os holandeses haviam conquistado esse lugar pela primeira vez e tornou-o em uma cidade importante no território da parte central da Celebes Meridional.
Na época das Índias Orientais Holandesas, em Parepare, havia um Assistente Residente e um Controlur ou Gezag Hebber como Chefe de Governo, sendo conhecido na região por "Afdeling Parepare", que inclui os seguinte nomes: Onder Afdeling Barru, Onder Afdeling Sidenreng Rappang, Onder Afdeling Enrekang, Onder Afdeling Pinrang e Onder Afdeling Parepare. Em cada região, domicilia a Onder Afdeling Controlur ou a Gezag Hebber. Ao lado dos oficiais do governo das Índias Orientais Holandesas, a estrutura do governo delas também era auxiliada pelos oficiais do governo dos Reis do povo buginês, nomeadamente Arung Barru em Barru, Addatuang Sidenreng em Sidenreng Rappang, Sporting Enrekang em Enrekang, Addatung Sawitto em Pinrang, enquanto em Parepare, havia Arung Mallusetasi. Essa estrutura de governo permaneceu até a eclosão da Segunda Guerra Mundial, quando o governo das Índias Orientais Holandesas foi destituído por volta do ano de 1942. A cidade foi oficialmente estabelecida em 17 de fevereiro de 1960.

## Administração
A Parepare (cidade) é dividida em quatro distritos (Kecamatan), tabulados abaixo com a população de acordo com o censo de 2010.
| Nome                           | População Censo de 2010 |
| ------------------------------ | ----------------------- |
| Bacukiki                       | 14.477                  |
| Bacukiki Barat (West Bacukiki) | 39.085                  |
| Ujung                          | 32.231                  |
| Soreang                        | 43.469                  |

## Lista de prefeitos
Aqui está uma lista de prefeitos de Parepare desde 1960:
1. Andi Mannaungi (1960–1965)
2. Andi Mappangara (1965–1968)
3. Andi Mallarangeng (1969–1972)
4. Abdullah Adjaib (1972–1973)
5. Parawansa (1973–1977)
6. Joesoef Madjid (1977–1983)
7. Andi Samad Thahir (1983–1988)
8. Mirdin Kasim (1988–1993)
9. Syamsul Alam Bulu (1993–1998)
10. Basrah Hafid (1998–2003)
11. Zain Katoe (2003–2010)
12. Sjamsu Alam (2010–2013)
13. Taufan Pawe (2013–2023)

## Cidade gêmea
- Tawau, Malásia.[3]